# Caril de amendoim

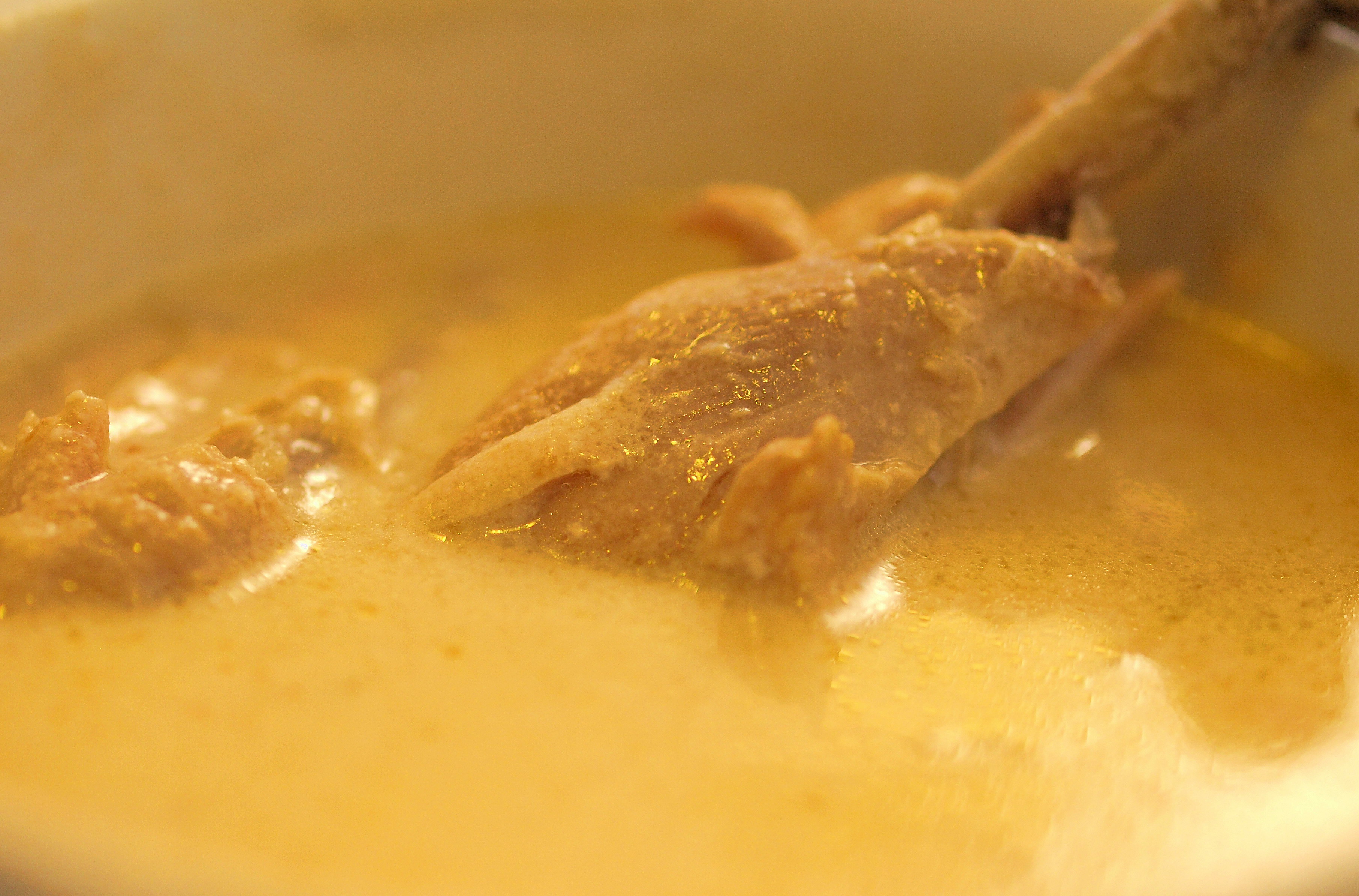
Caril de amendoim

Caril de amendoim é um prato típico da culinária de Moçambique, em particular da região sul do país, incluindo as províncias de Maputo, Gaza e Inhambane.
Pode ser preparado com carne de frango ou de bovino, ou ainda com vegetais e camarão seco. Os seus ingredientes incluem ainda amendoim seco e pilado cru, sal, cebola, coco ralado (especialmente na província de Inhambane) e tomate .
Pode ser acompanhado por arroz ou papa de milho ou de outro cereal, podendo ser complementado com piripíri .
Apesar de apresentar a palavra caril no nome, o prato não inclui, na realidade, este ingrediente. Caril é entendido pelos moçambicanos como o molho ou o líquido que acompanha o arroz ou a papa de milho .